# Ludwig I. (Ligny, St. Pol und Brienne)

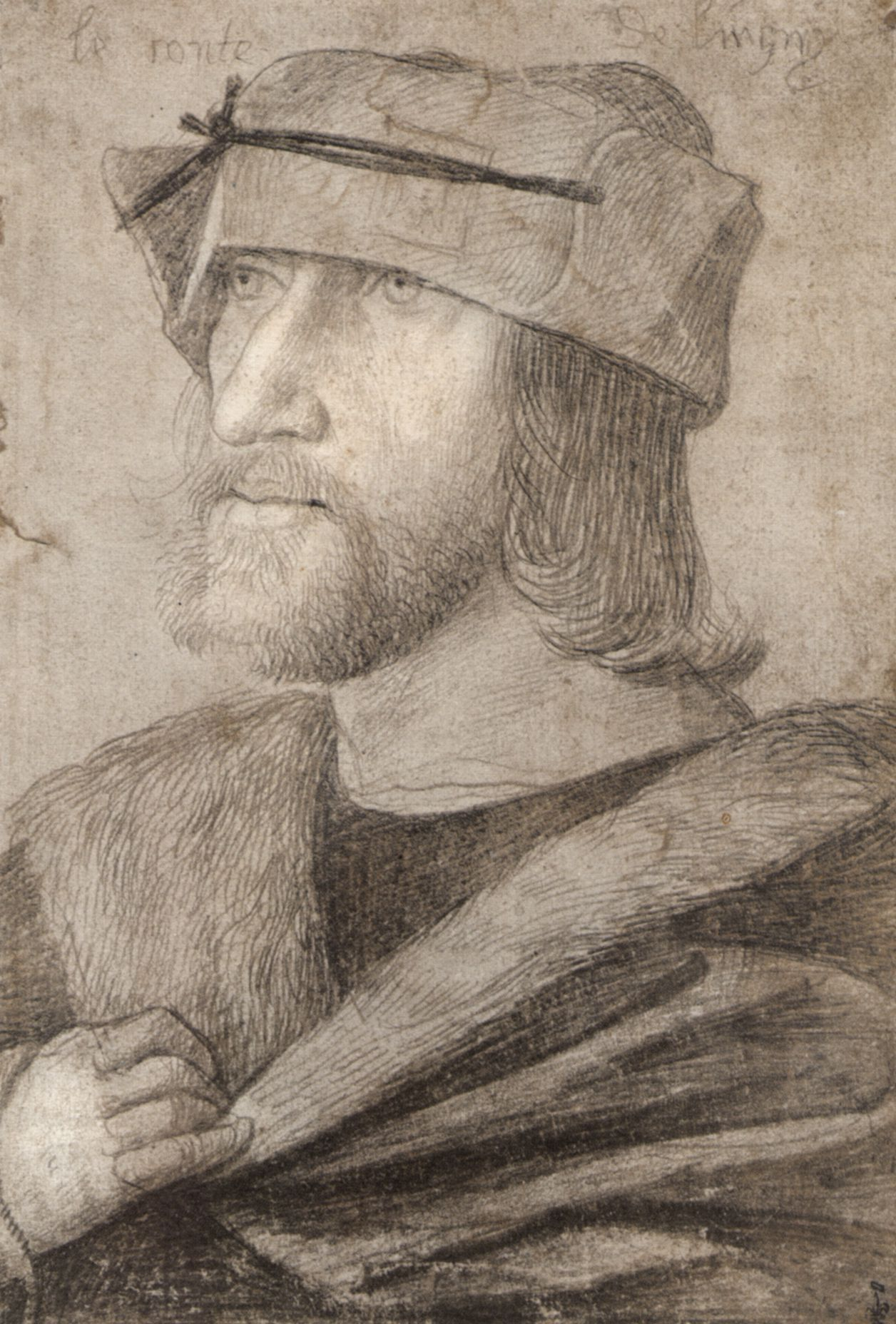
Louis de Luxembourg

Ludwig I. von Luxemburg (französisch Louis I. de Luxembourg, * 1418; † 19. Dezember 1475 in Paris) war ein Connétable von Frankreich ab 1465 bis 1475. Er war der Sohn des Peter von Luxemburg, Graf von Saint-Pol, und der Margarete von Baux. Seine Schwester war Jacquetta von Luxemburg, durch welche er ein Onkel der englischen Königin Elizabeth Woodville war. Weiterhin war er ein Neffe des Bischofs Ludwig von Thérouanne, Kanzler von Frankreich, und des Grafen Johann II. von Ligny.
Er erbte von seinem Vater die Grafschaften Saint-Pol, Brienne und Conversano, von seinem Onkel 1441 die Grafschaften Ligny und Guise, sowie die Herrschaften Enghien, Roussy und Beaurevoir.
Ludwig war ein enger Verbündeter des Grafen Karl von Charolais (Karl der Kühne) und war mit ihm einer der militärischen Führer der Ligue du Bien public. Er kämpfte 1465 mit in der Schlacht bei Montlhéry gegen König Ludwig XI., zu dem er aber schon kurz darauf überlief. Am 5. Oktober 1465 wurde er zum Connétable von Frankreich ernannt, von 1466 bis 1473 war er Gouverneur und Stellvertreter des Königs (Lieutenant du roi) in der Normandie, anschließend in der Picardie. Ludwigs persönliche Ambitionen und sein mangelndes loyales Verhalten erweckten beim König Verdacht. Vom Herzog von Burgund wurde er 1475 an den König ausgeliefert, der ihn des Hochverrats anklagte, verurteilte und am 19. Dezember 1475 nach kurzer Haft in der Bastille auf der Place de Grève in Paris köpfen ließ.
Ludwig heiratete am 16. Juli 1435 im Château de Bohain in erster Ehe Johanna von Bar, Gräfin von Marle und Soissons, Tochter des Robert von Bar, dem übergangenen Enkel des Herzogs Robert I. von Bar. Mit ihr hatte er sieben Kinder:
- Johann († 1476 gefallen bei Murten), Graf von Marle und Soissons
- Jacqueline († 1511), ⚭ Philipp I. von Croy († 1511), Graf von Porcien
- Peter II. († 1482), Graf von Saint-Pol, Brienne und Roussy
- Helene († 1488), ⚭ Janus von Savoyen († 1491), Graf von Faucigny
- Karl (* 1447; † 1509), Bischof von Laon
- Anton († 1519), Graf von Brienne, Ligny und Roussy
- Philipp, 1475 Abt von Moncel-lès-Lunéville

In zweiter Ehe heiratete er wohl am 1. August 1466 Maria von Savoyen, Tochter von Herzog Ludwig von Savoyen. Mit ihr hatte er zwei oder drei Kinder:
- Ludwig II. († 1503), Fürst von Altamura, Herzog von Andria und Venosa
- Johanna, 1475 Nonne in Gent
- ? Margarete († 1494), Äbtissin in Soissons